# Музыку не остановить
«Музыку не остановить» (англ. Can't Stop The Music; другое название — «Не останавливайте музыку») — американский кинофильм 1980 года.

## Сюжет
Музыкальная комедия с участниками группы Village People в главных ролях. Имея лишь отдалённую связь с реальными событиями, представляет собой фантазию на тему продвижения группы к известности и успеху в шоу-бизнесе.
Джек Морелл работает диджеем на местной дискотеке Saddle Tramps. Его соседка по комнате Саманта «Сэм» Симпсон — супермодель, недавно вышла на пенсию на пике своего успеха. Джек написал для Сэм песню «Саманта», которая ей понравилась, и она соглашается использовать свои связи, чтобы заключить с ним контракт на запись.

## В ролях
- Валери Перрин — Саманта Симпсон
- Стив Гуттенберг — Джек Морелл
- Алекс Брайли — Алекс G.I.
- Дэвид Ходо — «строитель» Дэвид
- Гленн Хьюз — «Лэзермен» Гленн
- Рэнди Джонс — «ковбой» Рэнди
- Фелипе Роуз — «индеец» Фелипе
- Джун Хэвок — Хелен Морелл

## Съёмочная группа
- Режиссёр: Нэнси Уокер
- Продюсер: Аллан Карр, Нил А. Мачлиз
- Сценарист: Аллан Карр, Бронте Вудард
- Композитор: Жак Морали
- Оператор: Билл Батлер

## Прокат
Фильм не имел успеха: провалился в прокате, собрав лишь десятую часть от своего 20-миллионного бюджета, а также стал самым первым обладателем антинаграды «Золотая малина» в 1980 году.